# Diraczee

Diraczee voor massieve deeltjes.
• Deeltje;
• Anti-deeltje

De Diraczee is een theoretisch model van het vacuüm als een oneindige zee van deeltjes met negatieve energie. Ze is in 1930 ingevoerd door de Britse natuurkundige Paul Dirac als verklaring voor de anomale kwantumtoestanden met negatieve energie die worden voorspeld door de Dirac-vergelijking voor relativistische elektronen. Het positron, het antideeltje van het elektron, werd oorspronkelijk voorgesteld als een gat in de Diraczee, nog voor de eerste waarneming ervan in 1932.

## Oorsprong
De oorsprong van de Diraczee ligt bij het energiespectrum van de Dirac-vergelijking, in 1928 door Dirac opgesteld als vereniging van de schrödingervergelijking en de speciale relativiteitstheorie. Hoewel deze vergelijking heel succesvol was bij de beschrijving van de dynamica van elektronen, was er een vreemd kenmerk: voor iedere kwantumtoestand met positieve energie E was een bijbehorende toestand met energie -E. Dit stelt geen probleem als men geïsoleerde elektronen beschouwt, aangezien de energie daarvan behouden moet worden. Men kan dus elektronen beschouwen van om het even welke energie. Het wordt pas problematisch als men elektromagnetische velden begint in te voeren, aangezien elektronen hierdoor fotonen zullen kunnen uitzenden. Dit proces kan onbeperkt doorgaan terwijl het elektron steeds lager en lager in energie zakt. In werkelijkheid gedragen elektronen zich niet zo.
Diracs oplossing hiervoor was gebaseerd op het uitsluitingsprincipe van Pauli. Elektronen zijn fermionen en gehoorzamen dit principe, waardoor het onmogelijk is er twee van op eenzelfde energieniveau te hebben. Dirac stelde dat alle toestanden met negatieve energie bezet zijn en die met positieve energie nog vrij. Als we dus een elektron willen toevoegen, moet dat positieve energie hebben, aangezien er anders geen plaats is. Elektronen kunnen hun energie ook niet meer oneindig veel laten afnemen, aangezien ze niet onder nul kunnen zakken.
Dirac wees er eveneens op de mogelijkheid dat alle negatieve-energietoestanden bezet zouden zijn op een na. Dit "gat" in een zee van elektronen met negatieve energie zou zich gedragen alsof het een positief geladen deeltje was. Oorspronkelijk dacht Dirac dat het hier om een proton zou gaan, maar Robert Oppenheimer wees erop dat een elektron en een gat zouden kunnen annihileren (het elektron valt in het gat), waarbij onder de vorm van fotonen een energie zou vrijkomen van de orde van de rustenergie van het elektron. Als de gaten werkelijk protonen waren, zouden onmogelijk stabiele atomen kunnen bestaan. Hermann Weyl merkte ook op dat een gat zich zou gedragen als had het dezelfde massa als een elektron, terwijl een proton zowat tweeduizend keer zwaarder is. Het probleem werd uiteindelijk opgelost toen in 1932 het positron was ontdekt door Carl Anderson. Dit deeltje had alle eigenschappen van zo'n gat.

## Huidige zienswijze
Ondanks het succes ervan leek het idee van de Diraczee voor velen niet bijster elegant. Het bestaan van de zee impliceert een oneindige negatieve lading die de hele ruimte vult. Men zou dan moeten stellen dat alle elektronen in de zee samen geen netto elektrisch veld opwekken en geen netto energie of impuls hebben. Ze zouden ook niet met elkaar mogen interageren, aangezien de interacties oneindig sterk zouden zijn. Hierdoor zou men de Diracvergelijking niet meer mogen gebruiken, aangezien we niet meer kunnen spreken over verschillende zo goed als onafhankelijke deeltjes.
De ontwikkeling van de kwantumveldentheorie in de jaren '30 maakte het mogelijk de Diracvergelijking te herformuleren zodat positronen kunnen worden beschouwd als "echte" deeltjes in de plaats van als de afwezigheid van een deeltje. Hierdoor moet geen oneindige zee van deeltjes meer worden ingevoerd. Dit beeld is veel overtuigender, aangezien het alle geldige voorspellingen van de Diraczee mee heeft (elektron-positronannihilatie...). De veldformulering elimineert echter niet alle problemen van de Diraczee. In het bijzonder wordt het probleem van vacuüm met oneindige energie niet opgelost, maar onder het tapijt geveegd.

## Analogieën
Het is interessant op te merken dat het idee van Dirac succesvol kan worden toegepast in de vastestoffysica, waar de valentieband van een vaste stof kan worden beschouwd als een "zee" van elektronen. Hierin kunnen gaten voorkomen, dewelke zeer belangrijk zijn voor het begrijpen van halfgeleiders. Deze gaten worden echter niet "positron" genoemd. In de vastestoffysica is er de lading van de positieve ionen die de lading van de elektronenzee compenseert.